# 冀察政务委员会

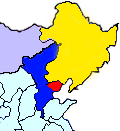
冀察政務委員會的管轄區域

冀察政务委员会，是《何梅协定》后，1935年12月到1937年8月之间实际管理中国河北、察哈尔两地之行政机关。它是中华民国对大日本帝国妥协之产物，雖隸屬於国民政府，但也為適應華北特殊情況而有很大自主程度:378。
由宋哲元亲任委员长，委员会里西北军、东北军和亲日分子三足鼎立。
原国民政府军事委员会北平分会和冀察绥靖公署被取消。

## 历史
1935年12月，在國民政府主動提議下，設置「冀察政务委员会」，以宋哲元为委员长:378。该委员会以宋哲元为委员长，委员16人，包括宋哲元系、东北系、旧皖系、旧直系人物及平津士绅，宋与天津市市长萧振瀛、北平市市长秦德纯为核心，宋部师长张自忠任察哈尔省政府主席，宋兼河北省政府主席。委员中还有亲日分子王揖唐、王克敏等人。
設立冀察政務委員會，使日本軍方所期盼之「自治」政府完全失去設立之根據，土肥原賢二擾攘數月之分離華北陰謀只得暫時擱置:378。1935年一二·九运动目标之一，就是反对成立冀察政务委员会。1937年8月6日，日军占领下的北平政府成立后，8月20日该委员会被解散。

## 组成人员
- 委员长：宋哲元（1935年12月11日任）
- 委员：
  - 宋哲元（1935年12月11日任）
  - 万福麟（1935年12月11日任）
  - 王揖唐（1935年12月11日任）
  - 刘哲（1935年12月11日任）
  - 李廷玉（1935年12月11日任－1937年4月2日免）
  - 贾德耀（1935年12月11日任）
  - 胡毓坤（1935年12月11日任）
  - 高凌霨（1935年12月11日任）
  - 王克敏（1935年12月11日任－1937年4月2日免）
  - 萧振瀛（1935年12月11日任）
  - 秦德纯（1935年12月11日任）
  - 张自忠（1935年12月11日任）
  - 程克（1935年12月11日任）
  - 周作民（1935年12月11日任）
  - 门致中（1935年12月11日任）
  - 石敬亭（1935年12月11日任）
  - 冷家骥（1935年12月11日任－1937年4月2日免）
  - 汤尔和（1936年7月24日任）
  - 曹汝霖（1936年7月24日任）
  - 戈定远（1936年7月24日任）
  - 刘汝明（1936年7月24日任）
  - 李思浩（1936年10月21日任）
  - 冯治安（1937年4月2日任）
  - 邓哲熙（1937年4月2日任）
  - 章士钊（1937年4月2日任）[3]